# Adelheid Dobrunz
Adelheid Dobrunz (gift Zwillich) är en före detta östtysk handbollsspelare. Hon blev världsmästare med Östtysklands damlandslag i handboll 1971.
Adelheid Dobrunz spelade för TSC Berlin i Oberliga den högsta ligan i Östtyskland under hela 1970-talet. Med klubben vann hon ligan 1974 och 1977. 1978 vann hon Europacupen med TSC Berlin och 1977 och 1979 vann hon Cupvinnarcupen med klubben.
Hon tillhörde truppen till världsmästerskapet i handboll för damer 1971 i Nederländerna och blev världsmästare med laget, även om hon inte spelade i någon av matcherna i mästerskapet.